# The Good in the Worst of Us (film 1915)
The Good in the Worst of Us è un cortometraggio muto del 1915 diretto da William Humphrey.

## Produzione
Il film fu prodotto dalla Vitagraph Company of America.

## Distribuzione
Distribuito dalla General Film Company, il film - un cortometraggio in una bobina - uscì nelle sale cinematografiche statunitensi il 26 agosto 1915.